# Johann Friedel (Schauspieler)
Johann Friedel (* 17. August 1755 in Temesvar; † 31. März 1789 in Klagenfurt) war ein österreichischer Dichter, Journalist, Theaterschauspieler, Soldat und schließlich Theaterleiter.
Seine Bedeutung für die Kulturgeschichtsforschung bezieht sich auf sein Werk „Briefe über die Galanterien von Berlin, auf einer Reise gesammelt von einem österreichischen Offizier“, erschienen in Gotha 1782.

## Briefe über die Galanterien von Berlin
In seinem Buch beschreibt Friedel das sexuelle Verhalten der Berliner Bevölkerung, vor allem heterosexuelle Prostitution, Ehebruch und Ehescheidung. Außerdem gilt sein Buch als erste bekannte Beschreibung der Anfänge einer Subkultur homosexueller Männer in Berlin. Das Buch erschien anonym. Nach Erscheinen mehrerer gleichfalls anonymen Pamphlete zur „Widerlegung“ des Buches bekannte sich Friedel 1784 als Autor und rechtfertigte sich mit der Bemerkung, dass „Schilderungen dieser Art für den Menschenforscher wichtig wären“.
Eine Rezeption Friedels erfolgte Anfang der 1970er Jahre in Westdeutschland und in Westberlin im Zusammenhang mit der Emanzipationsbewegung Homosexueller. 1987 wurde im Ostberliner Eulenspiegel-Verlag eine Neuausgabe gedruckt, es folgte eine weitere im Ullstein-Verlag, sowie ein Reprint der Ausgabe von 1782, 2010 bei Kessinger Publishing, USA. Innerhalb der Schwulenbewegung wird die Glaubwürdigkeit Friedels gelegentlich in Frage gestellt. So schreibt Derks: „Ein Beweis für die Existenz einer homosexuellen Subkultur in Berlin wird damit nicht geliefert.“

## Schriften (Auswahl)
- Briefe aus Wien verschiedenen Inhalts an einen Freund in Berlin. Leipzig u. Berlin [: s. ed.] 1. Aufl. 1783, 2. u. 3. verb. Aufl. 1784
- Briefe aus Berlin über verschiedene Paradoxe dieses Zeitalters. An den Verfasser der Briefe aus Wien an einen Freund in Berlin. Berlin u. Wien [: s. ed.] 1784.
- Vertraute Briefe zur Charakteristik von Wien. Hermsdorf und Anton, Görlitz 1793
- Briefe über die Galanterien von Berlin, auf einer Reise gesammlet von einem österreichischen Offizier. Gotha 1782. (Online in der Google-Buchsuche=archive.org, Online, Online in der Google-Buchsuche)
- Johann Friedel’s gesammelte kleine gedruckte und ungedruckte Schriften. Den Freunden der Wahrheit gewidmet, 1784